# 햘마르 매에
햘마르요한네스 매에(에스토니아어: Hjalmar-Johannes Mäe, 1901년 8월 2일 러시아 제국 예스틀랸디야 현(현재의 에스토니아 하리우 주) ~ 1978년 4월 10일 오스트리아 그라츠)는 에스토니아의 정치인이다.
에스토니아의 입법부인 리기코구 선거에서 2차례에 걸쳐 출마한 경력을 갖고 있다. 1929년 총선거에는 지주당 후보로 출마했고 1932년 총선거에는 국가중도당 후보로 출마했다. 제2차 세계 대전 기간 동안에 독일 이 에스토니아를 점령하던 동안에는 동방 국가판무관부에서 근무했다.